# BIG CITY RODEO
「BIG CITY RODEO」（ビッグ シティー ロデオ）は、GENERATIONS from EXILE TRIBEの通算15枚目のシングルである。2017年10月25日にrhythm zoneから発売。

## 概要
前作「太陽も月も」から6カ月ぶりのリリース。「CD+DVD」と「CD」の2形態で発売。

## メディアでの使用
- 「BIG CITY RODEO」は、スポーツデポ・アルペン『街でも、キマる。』篇 CMソング、 第一興商「LIVE DAM STADIUM STAGE」CMソング。
- 「MAD CYCLONE」は、『GENERATIONS LIVE TOUR 2017 "MAD CYCLONE"』テーマソング。

## 収録曲

### CD
1. BIG CITY RODEO
作詞：Amon Hayashi、作曲：T.Kura, JAY'ED
2. MAD CYCLONE
作詞：michico、作曲：T.Kura, michico
3. BIG CITY RODEO（Instrumental）
4. MAD CYCLONE（Instrumental）
【Bonus Track】
5. 太陽も月も (English Version)

### DVD
1. BIG CITY RODEO（Music Video）
2. MAD CYCLONE（Music Video ※LIVE映像）